# Івенешть (Яломіца)
Івенешть, Івенешті (рум. Ivănești) — село у повіті Яломіца в Румунії. Входить до складу комуни Чулніца.
Село розташоване на відстані 94 км на схід від Бухареста, 7 км на південний захід від Слобозії, 115 км на захід від Констанци, 115 км на південний захід від Галаца.

## Населення
За даними перепису населення 2002 року у селі проживали 220 осіб, усі — румуни. Усі жителі села рідною мовою назвали румунську.